# حرة الشرع
حرة الشرع أو رسميًّا الحرة، ويطلق عليه أيضًا حرة ذره هو مركزٌ سعودي من فئة (أ)، وأحد المراكز الادارية التابعة لمحافظة الكامل في منطقة مكة المكرمة، المملكة العربية السعودية.

## الموقع
يبعد المركز عن محافظة الكامل 75 كم باتجاه الشمال، نوع الطريق اسفلت بمسافة 5 كم وطريق وعر بمسافة 65 كم.

## الخدمات
خدمات التعليم: مدرسة الشجرة الابتدائية بنين، مدرسة الشرع الابتدائية ومدرسة الشرع المتوسطة. كما يوجد في المركز مركز حرة الشرع للرعاية الصحية الأولية، بالإضافة لمركز إداري ومكتب بريد ومكتب برق.

## القرى التابعة
يتبع المركز عدة قرى:
- الحفنه.
- مشرق.
- شباريق.
- طلحه
- الخزيم
- الباحة
- السرير
- جماد
- النظيم
- فحاوي
- البحرة